# Wiener Werkstätte

Tipo: Empresa pública Industria: Art, Design de interiores Fundado: 1903-1932 Fundador: Josef Hoffman, Koloman Moser

As Oficinas de Viena (Wiener Werkstätte) foi um dos movimentos de design mais duradouros do século XX e uma organização fundamental para o desenvolvimento do modernismo. Centrada na capital austríaca, situava-se entre os métodos tradicionais de fábrica e uma estética claramente vanguardista. A ênfase na liberdade artística total resultou numa produção prodigiosa de projetos, o que, juntamente com um exército de artesãos qualificados e uma complexa rede de produção e distribuição, a tornou o padrão do design austríaco entre o início do século e as profundezas da Grande Depressão. Liderada pelo modesto arquiteto Josef Hoffmann e pelos seus associados, como Dagobert Peche e Koloman Moser, a Wiener Werkstätte inspirou-se em movimentos como o Arts & Crafts e a Art Nouveau, bem como na arte popular tradicional, e previu o florescimento da Art Déco e do Estilo Internacional no período entre guerras.
Surgido em 1904, a Wiener Werkstatte foi um movimento artístico e cooperativo de design, combinando artes aplicada, design de interiores, arquitetura e moda. Destacou-se por sua abordagem inovadora e por sua busca pela integração das artes em todas as esferas da vida cotidiana. Neste artigo, exploraremos a história da Wiener Werkstätte, seus principais artistas e o impacto duradouro que o movimento teve no campo do design.

## Nova Instalação

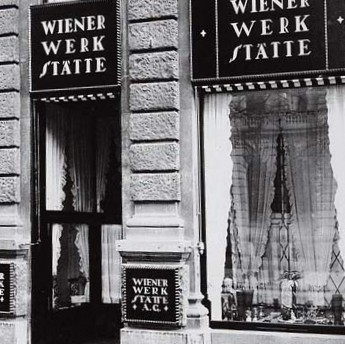
Loja de Wiener Werkstätte na Neuestiftgasse, Viena. Fundada em 1903

Loja de venda a retalho da Wiener Werkstätte na Neuestiftgasse, Viena. Dedicada à produção artística de artigos utilitários numa vasta gama de meios, incluindo trabalhos em metal, marroquinaria, encadernação, trabalhos em madeira, cerâmica, postais e arte gráfica, e joalharia. A Werkstätte instalou-se em três salas relativamente pequenas, mas rapidamente se expandiu, em Outubro de 1903, para um edifício completo de três andares, com instalações que foram elogiadas pela imprensa contemporânea. A Werkstätte foi apoiada financeiramente por Fritz Waerndorfer, um rico industrial têxtil que tinha demonstrado grande entusiasmo pela Secessão.

## História
A Wiener Werkstätte nasceu da Wiener Secession (Secessão de Viena), movimento ao qual estavam ligados muitos dos seus principais designers, e insere-se no contexto mais alargado da emergência da importância das artes decorativas em Viena no início do século. Fundada por dois visionários, o arquiteto Josef Hoffmann e o designer de interiores Koloman Moser. Ambos acreditavam que a qualidade estética e a atenção aos detalhes deveriam estar presentes em todos os aspectos do design, desde objetos do cotidiano até edifícios e espaços interiores. O objetivo principal do movimento era criar um ambiente estético total, em que o design e as artes se unissem harmoniosamente. Ao longo do tempo, foi reunindo um grupo diversificado de artistas, designers, artesãos e arquitetos, cada um contribuindo com suas experiências e projetos para a criação de objetos e ambientes inovadores. Além dos dois fundadores principais, outros nomes importantes associados à Wiener Werkstätte incluem Gustav Klimt, Egon Schiele, Oskar Kokoschka, Dagobert Peche e Maria Likarz-Strauss.
Tornou-se conhecida por sua produção de objetos de alta qualidade e design exclusivo, desde móveis até cerâmicas, vidros, têxteis e joias. Cada peça produzida pela cooperativa era cuidadosamente elaborada, combinando técnicas tradicionais de artesanato com uma abordagem moderna e estética vanguardista. A ênfase na qualidade artesanal e no uso de materiais de alta qualidade era uma característica distintiva do movimento. Também se envolveu no design de interiores e arquitetura. Josef Hoffmann, em particular, foi responsável por projetos arquitetônicos notáveis, como a Casa da Secessão (Secession Building) em Viena, que se tornou um marco da arquitetura moderna. Os espaços interiores projetados pela Wiener Werkstätte apresentavam uma estética limpa, geometria precisa e uma mistura harmoniosa de materiais.
A Wiener Werkstätte enfrentou desafios econômicos e criativos ao longo dos anos, mas manteve-se ativa até 1932. Durante suas três décadas de existência, o movimento produziu um legado duradouro, influenciando o design moderno e as artes aplicadas em todo o mundo. A abordagem inovadora, que buscava a integração das artes em todas as esferas da vida cotidiana, teve um impacto significativo no desenvolvimento do design moderno. O movimento influenciou movimentos subsequentes.

## Influências no design e arquitetura modernos
Essa ideia de uma "obra de arte total" (Gesamtkunstwerk) teve um impacto significativo na evolução do design e da arquitetura moderna. A Bauhaus, escola de design fundada em 1919, seguiu essa abordagem integrada e adotou os princípios do movimento. O enfoque na funcionalidade, na produção em massa e no trabalho em equipe, características fundamentais da Bauhaus, foram influenciados pela visão da Wiener Werkstätte. Além disso, influenciou também o movimento Art Deco, que emergiu na década de 1920. O design luxuoso e geométrico, a combinação de materiais preciosos e a ênfase na elegância e na modernidade que caracterizaram o trabalho da Wiener Werkstätte encontraram eco no estilo Art Deco. A estética elegante e sofisticada do movimento, inspirada em grande parte pelo trabalho da organização, teve um impacto significativo na moda, no design de interiores e nas artes visuais.
Vale ressaltar que não apenas influenciou movimentos subsequentes, mas também teve um impacto significativo no design contemporâneo. Sua ênfase na qualidade artesanal, no design exclusivo e na fusão de arte e vida cotidiana.
Ao contrário de outros movimentos contemporâneos nas artes decorativas e no design, não procurou criar uma arte que fosse acessível a todos e que iluminasse as massas; em vez disso, o grupo concentrou-se na mais elevada qualidade de artesanato e materiais para uma elite socioeconómica que, talvez ironicamente, trataria o seu trabalho mais como objectos de arte do que como artigos utilitários.
Traduzido como "Oficinas de Viena", o nome Wiener Werkstätte representa bem a natureza da sua organização: incorporou a produção artesanal de artes decorativas num país majoritariamente rural, que historicamente se concentrava na sua principal metrópole. Embora os seus artistas utilizassem amplamente os novos materiais industriais, resistiram à tentação de se voltarem completamente para a produção em massa.
A arte da Wiener Werkstätte sempre teve primazia sobre os resultados comerciais da empresa, e a sua dependência de subscritores ricos para sustentar as suas actividades contribuiu para a sua grande insolvência financeira. Esta situação, agravada por períodos de problemas económicos mais amplos, foi a principal responsável pelo seu desaparecimento.

## Início da Secessão de Viena
A Wiener Secession, ou a Secessão de Viena, foi um movimento artístico e cultural que surgiu em Viena, Austrália, no final do século XIX. Fundada em 1897 por um grupo de artistas que buscavam romper com as tradições acadêmicas e estabelecer uma nova abordagem artística, a Wiener Secession teve um papel fundamental na promoção do modernismo e na expansão do panorama artístico vienense. Neste artigo, será explorado a história e o desenvolvimento da Wiener Secession, destacando seus principais protagonistas, obras e legado.

## História
Em 1894, a Secessão de Munique, fundada em 1892 por um grupo de artistas progressistas, expôs na Cooperativa Vienense, apesar do conservadorismo artístico de seus membros, deu impulso para que cerca de cinquenta artistas em 1896, buscassem um novo horizonte para suas artes, fugindo dos padrões que os limitavam.
Foi liderada por um grupo de artistas que se sentiam insatisfeitos com a rigidez e conservadorismo da Associação dos Artistas de Viena. Eles buscavam estabelecer uma plataforma onde pudessem expor suas obras e promover uma nova estética artística. Entre os fundadores estava Gustav Klimt, Koloman Moser, Josef Hoffmann, Carl Moll e Joseph Maria Olbrich. Demitiram-se da associação em protesto contra o seu apoio a estilos artísticos mais tradicionais. A sua obra arquitetônica mais influente foi o Edifício da Secessão, concebido por Joseph Maria Olbrich como local para exposições do grupo. Que se reuniram-se em assembleia em 3 de abril de 1897 e constituíram uma organização independente, nomeando Klimt seu presidente.

A primeira exposição da Wiener Secession ocorreu em 1898, dirigida pro Koloman Moser, Alfred Roller e pelo diretor da "Escola das Artes Decorativas do Museu Austríaco Imperial e Real de Arte e Indústria, o barão Von Myrbach", mais tarde substituído por Josef Hoffmann. Com o objetivo de desafiar as normas artísticas dominantes e promover a arte contemporânea. Essa exposição inaugural foi altamente criticada, devido à natureza inovadora e provocativa das obras apresentadas. A ênfase na individualidade artística e a busca por uma expressão distinta foram características chave do movimento. Os objetivos do novo movimento em Viena foram expressos pelo crítico literário Hermann Bahr no primeiro número da nova revista iniciada pelo grupo, chamada Ver Sacrum (Primavera Sagrada, em latim). Bahr escreveu: 
A nossa arte não é um combate de artistas modernos contra os do passado, mas a promoção das artes contra os vendedores ambulantes que se fazem passar por artistas e que têm um interesse comercial em não deixar a arte florescer. A escolha entre o comércio e a arte é o que está em causa na nossa Secessão. Não se trata de um debate sobre estética, mas de um confronto entre dois estados espirituais diferentes.
A estética da Wiener Secession era diversa, abrangendo desde o simbolismo até mesmo o modernismo. No entanto, a ênfase na ornamentação, na abstração e na sensibilidade era uma característica recorrente nas obras dos artistas do movimento. Gustav Klimt, em particular, emergiu como um dos principais expoentes do estilo da Wiener Secession, com suas pinturas que exploravam temas eróticos, símbolos mitológicos e uma estética luxuosa.
Buscou também integrar as artes aplicadas e as artes plásticas, promovendo a ideia de uma obra de “arte total" (Gesamtkunstwerk), que unificasse a pintura, a arquitetura e as artes decorativas, e em particular, a oposição ao domínio da Academia de Artes oficial de Viena, da Künstlerhaus de Viena e dos salões de arte oficiais, com a sua orientação tradicional para o Historicismo. Isso resultou em uma abordagem holística do design, em que artistas, arquitetos e artesãos colaboravam para criar ambientes completos e integrados. Esse ideal foi refletido em projetos arquitetônicos, como a Casa da Secessão (Secession Building), projetada por Joseph Maria Olbrich em 1898, que se tornou um marco do movimento.
Apesar de suas conquistas e inovações, a Wiener Secession enfrentou críticas e resistência da comunidade artística estabelecida. O movimento foi visto como uma ameaça à ordem acadêmica e às tradições artísticas. No entanto, a influência da Wiener Secession foi além das fronteiras da Áustria e se espalhou por toda a Europa, influenciando movimentos artísticos como o Artista Nouveau e o Jugendstil.
O legado da Wiener Secession continua a ser relevante na história da arte e do design. Seus ideais de liberdade criativa, expressão individual e busca por uma nova estética artística tiveram um impacto duradouro.

## Projetos
O primeiro projeto arquitetônico da Secessão foi a criação de um espaço de exposição que introduziria artistas e movimentos artísticos internacionais em Viena. O arquiteto foi Josep Maria Olbrich, um aluno de Otto Wagner. O seu edifício de galeria em cúpula, com um friso escultural sobre a entrada, no centro de Viena, tornou-se o símbolo do movimento. Foi a primeira galeria dedicada à arte contemporânea na cidade, o que ajudou a tornar os impressionistas franceses e outros artistas familiares ao público vienense.
A exposição da 14ª Secessão em 1902, concebida por Josef Hoffmann e dedicada a Ludwig van Beethoven, foi especialmente famosa. Uma estátua de Beethoven, da autoria de Max Klinger, encontrava-se no centro, com o friso de Beethoven de Klimt montado à sua volta. O friso de Klimt foi restaurado e pode ser visto atualmente na galeria.

## Cisão
Em 1899, o próprio grupo começou a dividiu-se, quando alguns dos membros mais proeminentes. Olbrich foi o primeiro a deixar Viana para se juntar a Colônia de Artistas de Darmstadt. Em 1903, Hoffman e Moser fundaram a Wiener Werkstatte como uma sociedade de belas-artes com o objetivo de reformar as artes aplicadas (artes e ofícios). Em 1907 a Wiener Werkstatte e Hoffmann tornaram-se pessoalmente membros fundadores da Deutscher Werkbund.
Membros incluindo Klimt, Wagner e Hoffmann, demitiram-se em 1905, numa disputa sobre prioridades, entre aqueles que desejavam dar precedência aos pintores e às belas-artes tradicionais e aqueles que favoreciam um tratamento igual para as artes decorativas. Mas continuou a funcionar, e ainda hoje funciona, a partir da sua sede no Edifício da Secessão. Na sua forma atual, a galeria de exposições da Secessão é dirigida e gerida de forma independente por artistas.